# Commando's
Commando's is een Nederlandse televisieserie uit 2020. Het werd tussen 10 augustus en 1 november 2020 uitgezonden op NPO 3.

## Plot
Oud-commando-leider John de Koning wordt geconfronteerd met de consequenties van een mislukte geheime missie in Nigeria als de Nigeriaanse minister Obadiya een bezoek aan Nederland brengt.

## Rolverdeling
- Werner Kolf als John de Koning
- Kay Greidanus als Simon Goedegebure
- Egbert-Jan Weeber als Mark Passchaert
- Chiem Vreeken als Kenneth Sinkgraven
- Bilal Wahib als Aza Ouazani
- Teun Kuilboer als Berend Vink
- Charlotte Timmers als Isabella de Sutter
- Reinout Bussemaker als Cor Kramer
- Charlie Chan Dagelet als Marte de Koning
- Patrick Bokaba als Obadiya
- Achmed el Jennouni als soldaat
- Mustafa Duygulu als Joost